# Junji Sakamoto
Pour les articles homonymes, voir Sakamoto.
Junji Sakamoto (阪本 順治 , Sakamoto Junji), né le 1er octobre 1958 à Sakai (préfecture d'Osaka), au Japon, est un réalisateur et scénariste japonais.

## Biographie
Junji Sakamoto a fait ses études à l'université nationale de Yokohama.

## Filmographie partielle

### Réalisateur
La mention « +scénariste » indique que Junji Sakamoto est aussi auteur du scénario.
- 1986 : Kiss (court métrage) +scénariste
- 1989 : Dotsuitarunen (どついたるねん?) +scénariste
- 1990 : Tekken (鉄拳?) +scénariste
- 1991 : Ōte (王手?) +scénariste
- 1994 : Tokarev (トカレフ, Tokarefu?) +scénariste
- 1995 : Boxer Joe
- 1996 : Biriken (ビリケン?) +scénariste
- 1997 : Kizu darake no tenshi (傷だらけの天使?)
- 1998 : Orokamono: Kizu darake no tenshi (愚か者 傷だらけの天使?) +scénariste
- 2000 : Le Visage (顔, Kao?)[1] +scénariste
- 2000 : Shin jingi naki tatakai (新・仁義なき戦い?)
- 2002 : KT
- 2002 : Bokunchi (ぼくんち?)
- 2004 : Konoyo no sotoe: Kurabu shinchūgun (この世の外へ クラブ進駐軍?) +scénariste
- 2005 : Aegis (亡国のイージス, Bōkoku no iijisu?)
- 2006 : Tamamoe! (魂萌え!?) +scénariste
- 2008 : Chameleon (カメレオン, Kamereon?)
- 2008 : Yami no kodomo-tachi (闇の子供たち?)
- 2008 : Minna, hajime wa kodomo datta (みんな、はじめはコドモだった?) +scénariste
- 2010 : Zatōichi: The Last (座頭市 THE LAST?)
- 2010 : Yukizuri no machi (行きずりの街?)
- 2011 : Ōshikamura sōdōki (大鹿村騒動記?) +scénariste
- 2012 : Kita no kanaria-tachi (北のカナリアたち?)
- 2013 : Jinrui shikin (人類資金?) +scénariste
- 2015 : Jō no ashita (ジョーのあした?)
- 2016 : Danchi (団地?) +scénariste
- 2017 : Erunesuto (エルネスト?)
- 2019 : Han sekai (半世界?)
- 2020 : Ichidomo uttemasen (一度も撃ってません?)
- 2022 : Otōto to andoroido to boku (弟とアンドロイドと僕?) +scénariste
- 2022 : Fuyu sōbi (冬薔薇?) +scénariste
- 2023 : Sekai no Okiku (せかいのおきく?) +scénariste

### Scénariste
- 1993 : Tōhō kenbunroku (東方見聞録?) de Kazuyuki Izutsu

## Distinctions

### Récompenses
- 1990 : prix Blue Ribbon du meilleur film pour Dotsuitarunen[2]
- 1990 : prix du meilleur nouveau réalisateur pour Dotsuitarunen au Festival du film de Yokohama
- 1995 : prix du meilleur réalisateur pour Tokarefu au Festival du film de Yokohama
- 2000 : Nikkan Sports Film Award du meilleur réalisateur pour Le Visage et Shin jingi naki tatakai
- 2001 : prix du meilleur réalisateur pour Le Visage aux Japan Academy Prize[3]
- 2001 : prix Blue Ribbon du meilleur réalisateur pour Le Visage[4]
- 2001 : Hōchi Film Award du meilleur film pour Le Visage[5]
- 2001 : Japanese Professional Movie Award du meilleur réalisateur pour Le Visage[3]
- 2001 : prix Kinema Junpō du meilleur film et du meilleur scénario pour Le Visage et du meilleur réalisateur pour Le Visage et Shin jingi naki tatakai
- 2001 : Prix Mainichi du meilleur film et prix Mainichi du meilleur réalisateur pour Le Visage[6]
- 2001 : prix du meilleur réalisateur et du meilleur scénario pour Le Visage au Festival du film de Yokohama
- 2011 : Soleil d'or du public pour Someday au Festival du cinéma japonais contemporain Kinotayo[7]
- 2012 : prix Kinema Junpō du meilleur scénario pour Someday

### Nominations
- 2001 : prix du meilleur scénario pour Le Visage aux Japan Academy Prize[3]
- 2006 : prix du meilleur réalisateur pour Aegis aux Japan Academy Prize
- 2012 : prix du meilleur réalisateur et du meilleur scénario pour Someday aux Japan Academy Prize
- 2013 : prix du meilleur réalisateur pour Kita no kanaria-tachi aux Japan Academy Prize